# A1 Grand Prix Saison 2007-2008
L'A1 Grand Prix Saison 2007-2008 est la troisième saison de l'A1 Grand Prix. Le championnat a été remporté par l'équipe de Suisse, représentée par Neel Jani au volant de monoplaces préparées par l'écurie Max Motorsport.

## Équipes
| Pays               | Équipe                  | Écurie                   | Propriétaire franchise      | Pilotes titulaires                                                 |
| ------------------ | ----------------------- | ------------------------ | --------------------------- | ------------------------------------------------------------------ |
| Afrique du Sud     | A1 Team South Africa    | DAMS                     | Tokyo Sexwale               | Adrian Zaugg                                                       |
| Allemagne          | A1 Team Germany         | Super Nova Racing        | Willi Weber                 | Michael Ammermüller Christian Vietoris                             |
| Australie          | A1 Team Australia       | Alan Docking Racing (en) | Alan Jones                  | Ian Dyk John Martin                                                |
| Brésil             | A1 Team Brazil          | Charouz ISR Racing       | Ronaldo Emerson Fittipaldi  | Sérgio Jimenez Bruno Junqueira Alexandre Negrão                    |
| Canada             | A1 Team Canada          | John Village Automotive  | Wade Cherwayko              | James Hinchcliffe Robert Wickens                                   |
| Chine              | A1 Team China           | Astromega                | Liu Yu                      | Congfu Cheng                                                       |
| États-Unis         | A1 Team USA             | West Surrey Racing (en)  | Rick Weidlinger             | Buddy Rice Jonathan Summerton                                      |
| France             | A1 Team France          | DAMS                     | Jean-Paul Driot             | Jonathan Cochet Loïc Duval Nicolas Lapierre Franck Montagny        |
| Inde               | A1 Team India           | Arena Motorsport         | Atul Gupta                  | Narain Karthikeyan Parthiva Sureshwaren                            |
| Indonésie          | A1 Team Indonesia       | CMS                      | N/A                         | Satrio Hermanto                                                    |
| Irlande            | A1 Team Ireland         | Eden Rock Sports         | Mark Gallagher Mark Kershaw | Adam Carroll Ralph Firman                                          |
| Italie             | A1 Team Italy           | Team Ghinzani            | Piercarlo Ghinzani          | Edoardo Piscopo Enrico Toccacelo                                   |
| Liban              | A1 Team Lebanon         | Carlin Motorsport        | Tameem Auchi                | Chris Alajajian Jimmy Auby Khalil Beschir                          |
| Malaisie           | A1 Team Malaysia        | CMS                      | Alex Yoong                  | Fairuz Fauzy Alex Yoong                                            |
| Mexique            | A1 Team Mexico          | DAMS                     | Juan Cortina Julio Jáuregui | Salvador Durán David Garza Pérez Jorge Goeters Michel Jourdain Jr. |
| Nouvelle-Zélande   | A1 Team New Zealand     | Super Nova Racing        | Colin Giltrap               | Jonny Reid                                                         |
| Pakistan           | A1 Team Pakistan        | Performance Racing       | Arif Hussain                | Adam Langley-Khan                                                  |
| Pays-Bas           | A1 Team The Netherlands | Racing for Holland       | Jan Lammers                 | Jeroen Bleekemolen                                                 |
| Portugal           | A1 Team Portugal        | Team Astromega           | Luis Vicente                | Filipe Albuquerque João Urbano                                     |
| République tchèque | A1 Team Czech Republic  | Charouz ISR Racing       | Antonin Charouz             | Tomáš Enge Erik Janiš Jaroslav Janiš Josef Král Filip Salaquarda   |
| Royaume-Uni        | A1 Team Great Britain   | Arden International      | Tony Clements John Surtees  | Oliver Jarvis Robbie Kerr                                          |
| Suisse             | A1 Team Switzerland     | Max Motorsport           | Max Welti                   | Neel Jani                                                          |

## Courses de la saison 2007-2008
Le week-end de course se déroule de la manière suivante :
- le vendredi, deux « rookie sessions » qui sont des séances d'essais destinées aux jeunes pilotes et deux séances d'essais,
- le samedi est consacré aux qualifications avec deux séances pour déterminer l'ordre de départ de la course « sprint » suivi de deux nouvelles séances de qualifications pour la course principale. Un seul tour chronométré par séance est autorisé par écurie.
- le dimanche, la course « sprint » de 29 minutes est suivie de la course « principale » de 69 minutes.

Les deux courses donnent lieu à une attribution des points identique :
- Les dix premiers inscrivent des points : 15, 12, 10, 8, 6, 5, 4, 3, 2, 1.
- L'auteur du meilleur tour lors de chaque course marque un point.

Les points sont accordés non pas aux pilotes mais aux équipes dont ils défendent les couleurs.
| #  | Date              | Lieu          | Vainqueur           | Équipe           |
| 1  | 30 septembre 2007 | Zandvoort     | Adrian Zaugg        | Afrique du Sud   |
| 2  | 30 septembre 2007 | Zandvoort     | Oliver Jarvis       | Royaume-Uni      |
| 3  | 14 octobre 2007   | Brno          | Jonny Reid          | Nouvelle-Zélande |
| 4  | 14 octobre 2007   | Brno          | Jonny Reid          | Nouvelle-Zélande |
| 5  | 25 novembre 2007  | Sepang        | Neel Jani           | Suisse           |
| 6  | 25 novembre 2007  | Sepang        | Neel Jani           | Suisse           |
| 7  | 16 décembre 2007  | Zhuhai        | Michael Ammermuller | Allemagne        |
| 8  | 16 décembre 2007  | Zhuhai        | Narain Karthikeyan  | Inde             |
| 9  | 20 janvier 2008   | Taupo         | Jonny Reid          | Nouvelle-Zélande |
| 10 | 20 janvier 2008   | Taupo         | Christian Vietoris  | Allemagne        |
| 11 | 3 février 2008    | Eastern Creek | Loïc Duval          | France           |
| 12 | 3 février 2008    | Eastern Creek | Adrian Zaugg        | Afrique du Sud   |
| 13 | 24 février 2008   | Durban        | Robert Wickens      | Canada           |
| 14 | 24 février 2008   | Durban        | Neel Jani           | Suisse           |
| 15 | 16 mars 2008      | Mexico        | Jonny Reid          | Nouvelle-Zélande |
| 16 | 16 mars 2008      | Mexico        | Adam Carroll        | Irlande          |
| 17 | 13 avril 2008     | Shangai       | Neel Jani           | Suisse           |
| 18 | 13 avril 2008     | Shangai       | Jonathan Summerton  | États-Unis       |
| 19 | 4 mai 2008        | Brands Hatch  | Robbie Kerr         | Royaume-Uni      |
| 20 | 4 mai 2008        | Brands Hatch  | Narain Karthikeyan  | Inde             |

## Classement du championnat
| Pos | Équipes            | NED | NED | CZE | CZE | MAL | MAL | CHN | CHN | NZL | NZL | AUS | AUS | RSA | RSA | MEX | MEX | CHN | CHN | UK | UK | Total Points |
| --- | ------------------ | --- | --- | --- | --- | --- | --- | --- | --- | --- | --- | --- | --- | --- | --- | --- | --- | --- | --- | -- | -- | ------------ |
| 1   | Suisse             | 6   | 10  | 3   | 10  | 16  | 16  | 13  | 5   | -   | 1   | 1   | 12  | 10  | 15  | 10  | -   | 16  | 6   | 8  | 10 | 168          |
| 2   | Nouvelle-Zélande   | 2   | 4   | 16  | 15  | 6   | 3   | 1   | 12  | 15  | 8   | 12  | 2   | 1   | 1   | 15  | -   | -   | 8   | 3  | 3  | 127          |
| 3   | Grande-Bretagne    | 4   | 15  | 12  | -   | 5   | -   | 5   | 7   | -   | -   | -   | 10  | 12  | -   | 12  | 13  | 2   | 2   | 15 | 12 | 126          |
| 4   | France             | 12  | 6   | 5   | 6   | 12  | 12  | 3   | 4   | 10  | 10  | 16  | -   | -   | 12  | -   | -   | -   | 3   | 1  | 6  | 118          |
| 5   | Afrique du Sud     | 16  | 12  | 8   | -   | 1   | -   | -   | 10  | 8   | 4   | 4   | 16  | -   | 4   | -   | 5   | 4   | -   | 4  | -  | 96           |
| 6   | Irlande            | 3   | 5   | 10  | 5   | 4   | 4   | 8   | -   | 5   | 6   | -   | -   | -   | -   | 8   | 15  | -   | 10  | 10 | 1  | 94           |
| 7   | Pays-Bas           | 10  | 3   | 6   | 12  | -   | 8   | 2   | -   | 6   | 3   | 2   | 3   | 6   | 8   | 3   | 8   | -   | -   | 2  | 5  | 87           |
| 8   | Allemagne          | 5   | 2   | 4   | 3   | -   | -   | 15  | 8   | 13  | 15  | 8   | 4   | -   | -   | -   | -   | 5   | 1   | -  | -  | 83           |
| 9   | Canada             | -   | -   | -   | -   | 10  | -   | -   | -   | 12  | -   | 10  | 5   | 15  | -   | 4   | 6   | 12  | 1   | -  | -  | 75           |
| 10  | Inde               | 1   | -   | -   | 2   | -   | 5   | 4   | 15  | 1   | -   | -   | -   | -   | -   | -   | 2   | 6   | 4   | 6  | 15 | 61           |
| 11  | Portugal           | -   | -   | 2   | -   | -   | -   | -   | -   | 3   | -   | -   | -   | 4   | 10  | 5   | 4   | 10  | 12  | 5  | 4  | 59           |
| 12  | États-Unis         | -   | -   | -   | -   | -   | 1   | -   | 1   | 4   | -   | 6   | -   | 1   | -   | 6   | 10  | -   | 15  | 12 | -  | 56           |
| 13  | Chine              | -   | -   | 1   | 9   | -   | 6   | 10  | 2   | -   | -   | -   | 1   | 8   | 6   | 1   | 1   | 1   | -   | 1  | 8  | 55           |
| 14  | Brésil             | -   | -   | -   | 4   | 8   | 10  | -   | -   | -   | 5   | 3   | 8   | -   | 2   | 1   | 3   | -   | -   | -  | -  | 44           |
| 15  | Malaisie           | -   | -   | -   | -   | 2   | -   | -   | -   | -   | -   | -   | -   | 2   | 6   | 2   | -   | 8   | 5   | -  | -  | 25           |
| 16  | Mexique            | 8   | 9   | -   | -   | -   | -   | -   | -   | -   | 2   | -   | -   | 3   | -   | -   | -   | -   | -   | -  | -  | 22           |
| 17  | Australie          | -   | -   | -   | -   | -   | 2   | -   | -   | -   | 4   | 5   | 6   | 5   | -   | -   | -   | -   | -   | -  | -  | 20           |
| 18  | Italie             | -   | -   | -   | 1   | 3   | -   | -   | -   | -   | -   | -   | -   | -   | 3   | -   | -   | 3   | -   | -  | 2  | 12           |
| 19  | République tchèque | -   | 1   | -   | -   | -   | -   | 6   | 3   | -   | -   | -   | -   | -   | -   | -   | -   | -   | -   | -  | -  | 10           |
| 20  | Pakistan           | -   | -   | -   | -   | -   | -   | -   | -   | -   | 1   | -   | -   | -   | -   | -   | -   | -   | -   | -  | -  | 1            |
| 21  | Indonésie          | -   | -   | -   | -   | -   | -   | -   | -   | -   | -   | -   | -   | -   | -   | -   | -   | -   | -   | -  | 1  | 1            |
| 22  | Liban              | -   | -   | -   | -   | -   | -   | -   | -   | -   | -   | -   | -   | -   | -   | -   | -   | -   | -   | -  | -  | 0            |